# Catedral de Peterborough
La catedral de Peterborough (del inglés: Peterborough Cathedral), sede de la diócesis de Peterborough, está dedicada a San Pedro, San Pablo y San Andrés, cuyas efigies se encuentran en cada una de las tres gabletes que componen su famosa fachada oeste. Fundada en el periodo sajón, pertenece fundamentalmente a la arquitectura normanda, tras su remodelación en el siglo XII. Junto con la catedral de Durham y la catedral de Ely, es uno de los edificios más importantes de Inglaterra del siglo XII, conservados prácticamente intactos aunque con algunas extensiones y restauraciones.
La catedral de Peterborough es conocida sobre todo por su fachada oeste, de estilo gótico perpendicular, con sus tres enormes arcos, sin que  se conozcan precedentes ni sucesores directos. La apariencia del edificio es ligeramente asimétrica, dado que una de las torres nunca fue terminada de edificar; esto, sin embargo, solo puede apreciarse desde cierta distancia, de manera que el efecto de la fachada oeste visto desde Cathedral Close es armonioso.

## Historia

### Orígenes anglo-sajones
La iglesia original, conocida como Medeshamstede, fue fundada durante el reinado del anglosajón Peada de Mercia alrededor del año 655, y fue uno de los primeros núcleos del Cristianismo en el centro de Inglaterra. Este enclave monástico temprano, con el que se asociaba la iglesia, duró al menos hasta el año 870, en que se cree que fue destruido por los vikingos.
A mediados del siglo X, y dentro del renacimiento monástico de la época (durante el cual también se refundaron la Catedral de Ely y la Abadía de Ramsey), en el año 966 se creó una abadía benedictina a iniciativa sobre todo del Obispo de Winchester, sobre los restos de la iglesia anterior, con una basílica adecuadamente equipada, y enriquecida por las tierras circundantes. En esta época se extendió el pasillo central hacia el oeste, y se añadió una segunda torre, mientras que la anterior torre central se mantuvo. Esta nueva iglesia fue dedicada a San Pedro, y con el tiempo dio lugar a un burgh o población que, con el tiempo, pasó a llamarse "Peter-burgh". Esta comunidad fue nuevamente revivida en el año 972 por Dunstán, arzobispo de Canterbury.
Esta nueva iglesia tenía como punto más elevado la nueva torre oeste, coronada por un techo del tipo Rhenish Helm (del Rin) y estaba construida fundamentalmente con sillar. Solo una pequeña parte de los cimientos de la iglesia sajona anterior se mantuvieron bajo el transepto sur, pero sí que se conservaron diversos artefactos sajones significativos, entre los que destaca la Hedda Stone o Piedra de Hedda. En 2008, se informó de que los obreros que trabajaban en las reparaciones del muro de la catedral habían encontrado nuevas tumbas anglosajonas, que datan del siglo XI y que probablemente pertenecían a los habitantes del pueblo vinculado a la iglesia.

### Evolución arquitectónica normanda y medieval

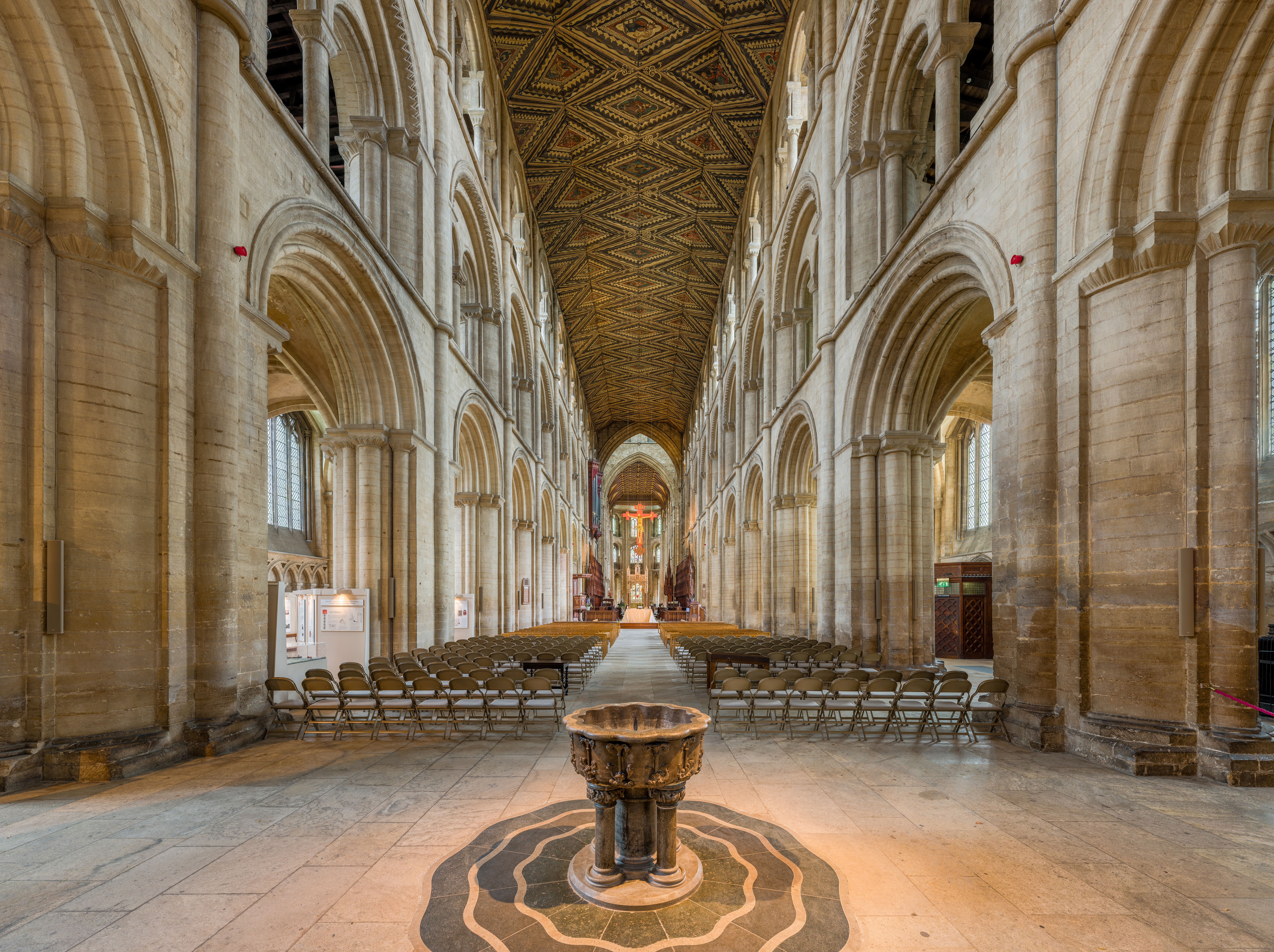
Nave central.

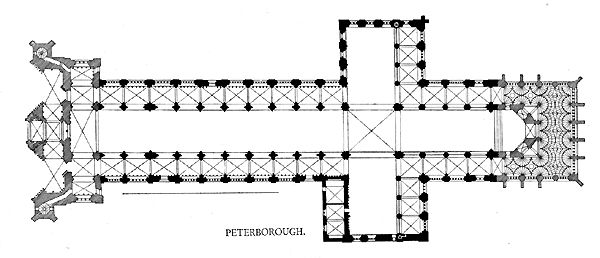
Planta de la catedral.

Aunque la catedral fue dañada durante las luchas entre los invasores normandos y los habitantes de la zona, capitaneados por Hereward the Wake, fue reparada y continuó siendo utilizada hasta que fue destruida por el fuego en 1116. Este hecho hizo necesaria la construcción de una nueva iglesia, ésta de estilo normando, que fue iniciada por el Abad John de Sais en 1118. Hacia 1193, se había terminad el ala oeste del edificio, incluyendo esa parte de la nave, la torre central y el techo decorado de madera, que, completado entre 1230 y 1250, todavía sobrevive. Es un techo único en Gran Bretaña, y solo existen otros tres parecidos en toda Europa (en Zillis (Suiza), Hildesheim (Alemania) y Dädesjö (Suecia)). Ha sido repintado en dos ocasiones, en 1745 y 1834, pero todavía conserva el carácter y estilo del original.
La nueva iglesia se construyó fundamentalmente con piedra caliza de Barnack, extraída de canteras de su propio territorio; además, recibió pagos de los constructores de la catedral de Ely y la abadía de Ramsey por permitir el acceso a estas canteras. Los historiadores de la catedral creen que en parte su emplazamiento se eligió precisamente por su cercanía a estas canteras, desde las que era relativamente fácil trasladar el material por el río.
Durante el proceso de construcción, mientras terminaban el transepto oeste y al ir a añadir la gran fachada occidental en 1237, los arquitectos decidieron cambiar al nuevo estilo Gótico Perpendicular. Salvo por ligeros cambios en las ventanas, la inserción de un pórtico para sostener los pilares de la fachada y la adición de un "nuevo" edificio en el extremo este hacia el siglo XVI, la iglesia se mantiene esencialmente en su apariencia original, tal y como fue construido hace unos 800 años. La iglesia finalizada fue consagrada en 1238 por Robert Grosseteste, Obispo de Lincoln, a cuya diócesis pertenecía.

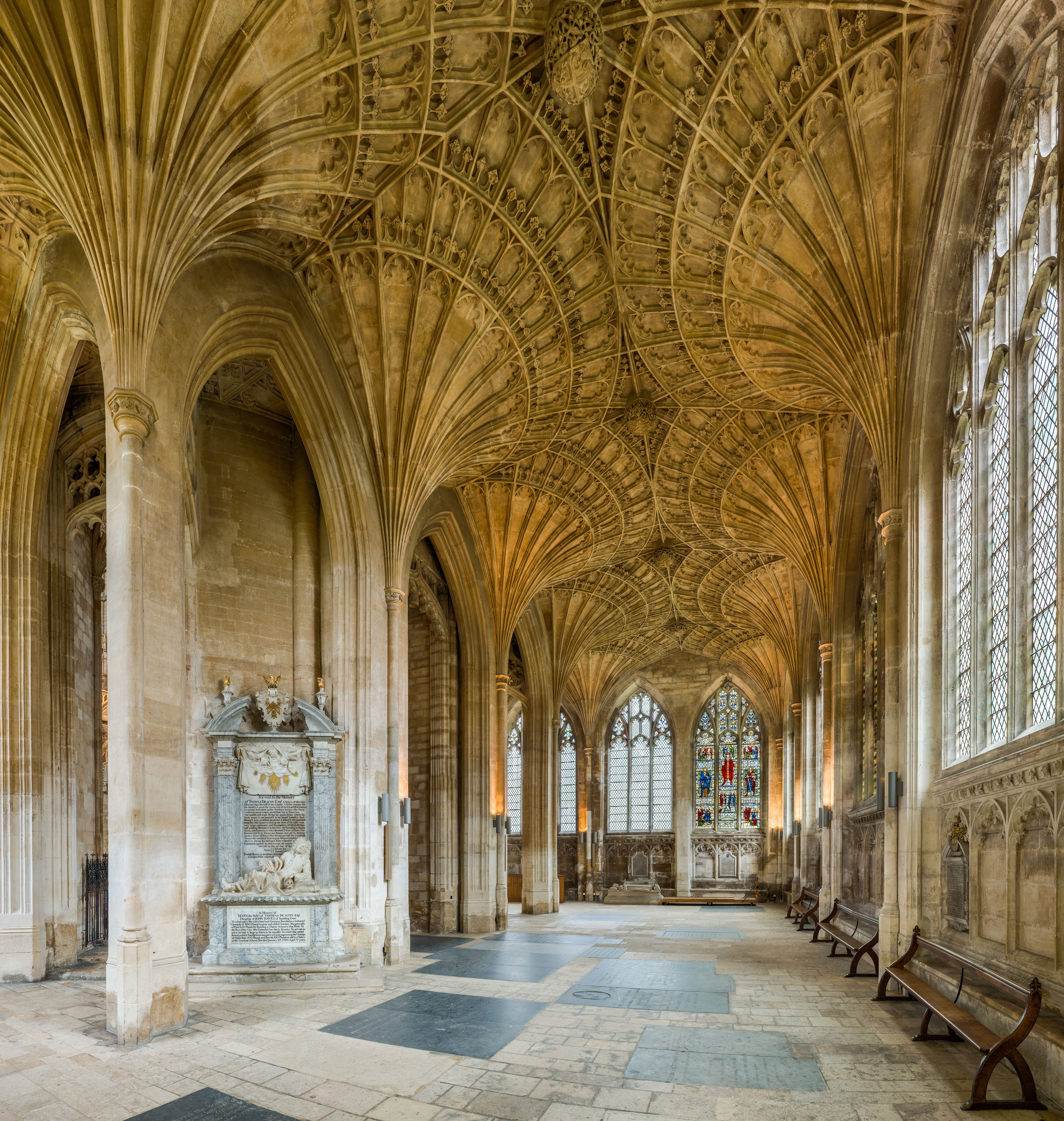
Capilla de la Virgen.

La gran fachada oeste es la imagen más representativa de la Catedral de Peterborough, gracias sobre todo a sus tres largos arcos, sin parangón en la arquitectura medieval. El grupo de agujas que se sitúa detrás de esta fachada se debe a razones más prácticas que estéticas: en lugar de demoler las torres románicas preexistentes para construir otras nuevas, se decidió añadirles cornisas y otros adornos góticos, construyendo además otras dos nuevas torres para crear un relieve continuo. La torre principal, originalmente de arquitectura normanda, fue reconstruida en estilo gótico decorado hacia los años 1350-1380 (aunque conservando sus vigas y techos principales), con dos hileras de ventanas románicas combinadas para formar un único juego de ventanas góticas, y las torretas cerradas sustituidas por almenas. Entre 1496 y 1508 el techo del presbiterio fue reemplazado, y se añadió el "nuevo edificio", una construcción rectangular situada cerca del ábside este.

### Vida monástica
Existe un inventario detallado de las reliquias de la abadía de Peterborough, que data de mediados del siglo XII y se debe a la mano del monje Hugh Candidus. Dichas reliquias incluían: dos piezas de ropa que envolvieron al niño Jesús; fragmentos del pesebre de Jesús; una parte de los cinco panes que Jesús multiplicó para alimentar a la multitud; un pedazo de la vara de Aarón, y reliquias de San Pedro, San Pablo y San Andrés, a quienes está consagrada la iglesia.
La abadía también contenía diversas reliquias de Thomas Becket, traídas desde Canterbury en un relicario especial por el prior Benedicto (que había presenciado su asesinato) cuando fue "ascendido" al cargo de abad de Peterborough. La más famosa de todas las reliquias, sin embargo, era el supuesto brazo de San Osvaldo (que desapareció de su capilla, probablemente durante la Reforma Protestante, pese a que se había construido una torre vigía para que los monjes lo vigilasen. Todos estos objetos sagrados crearon un aura de gran importancia alrededor de la catedral, que alcanzó el cenit de su poder y su riqueza inmediatamente antes de la Reforma, cuando era el sexto monasterio de Inglaterra, albergando a 120 monjes y con cargos que incluían un limosnero, un enfermero, un sacristán y un carbonero.

### Tudor

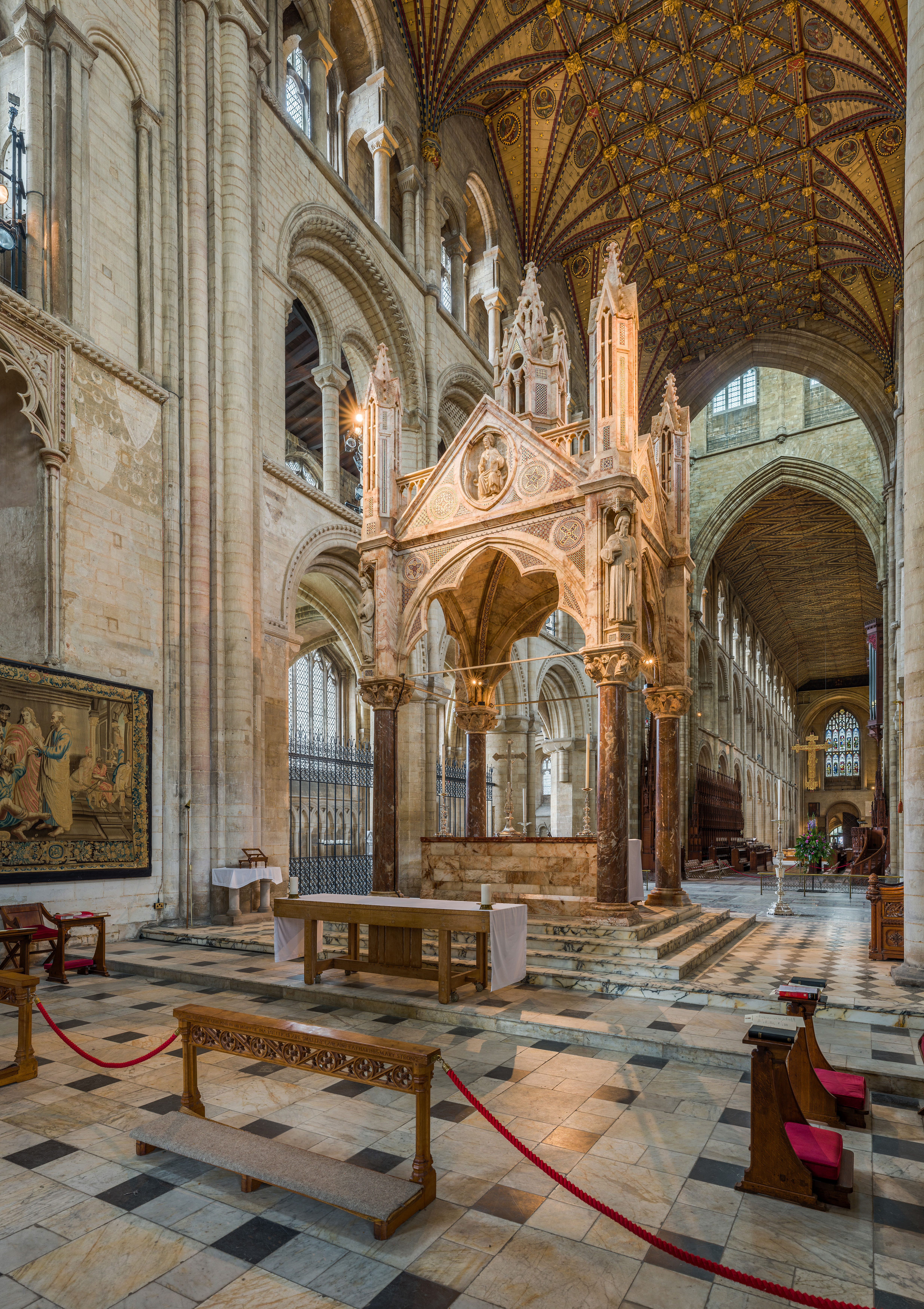
El altar.

En 1541, tras la disolución de los monasterios por parte de Enrique VIII, las reliquias se perdieron pero la iglesia sobrevivió gracias a que no fue vendida, y elegida como sede de la diócesis de Peterborough de la Iglesia anglicana. Esto puede estar relacionado con el hecho de que la reina de Inglaterra, Catalina de Aragón, había sido enterrada en la Abadía en 1536. Su tumba todavía puede verse en la catedral, y recibe visitas y ofrendas de flores y granadas (su símbolo personal). En ella se puede leer la inscripción "Catalina, Reina de Inglaterra", un título que se le negó en el momento de su muerte.
En 1587, el cuerpo de María I Estuardo fue también enterrado aquí tras su ejecución, pero luego fue trasladado a la abadía de Westminster por orden de su hijo, el rey Jaime I de Inglaterra.

### Desde la Revolución inglesa hasta la actualidad

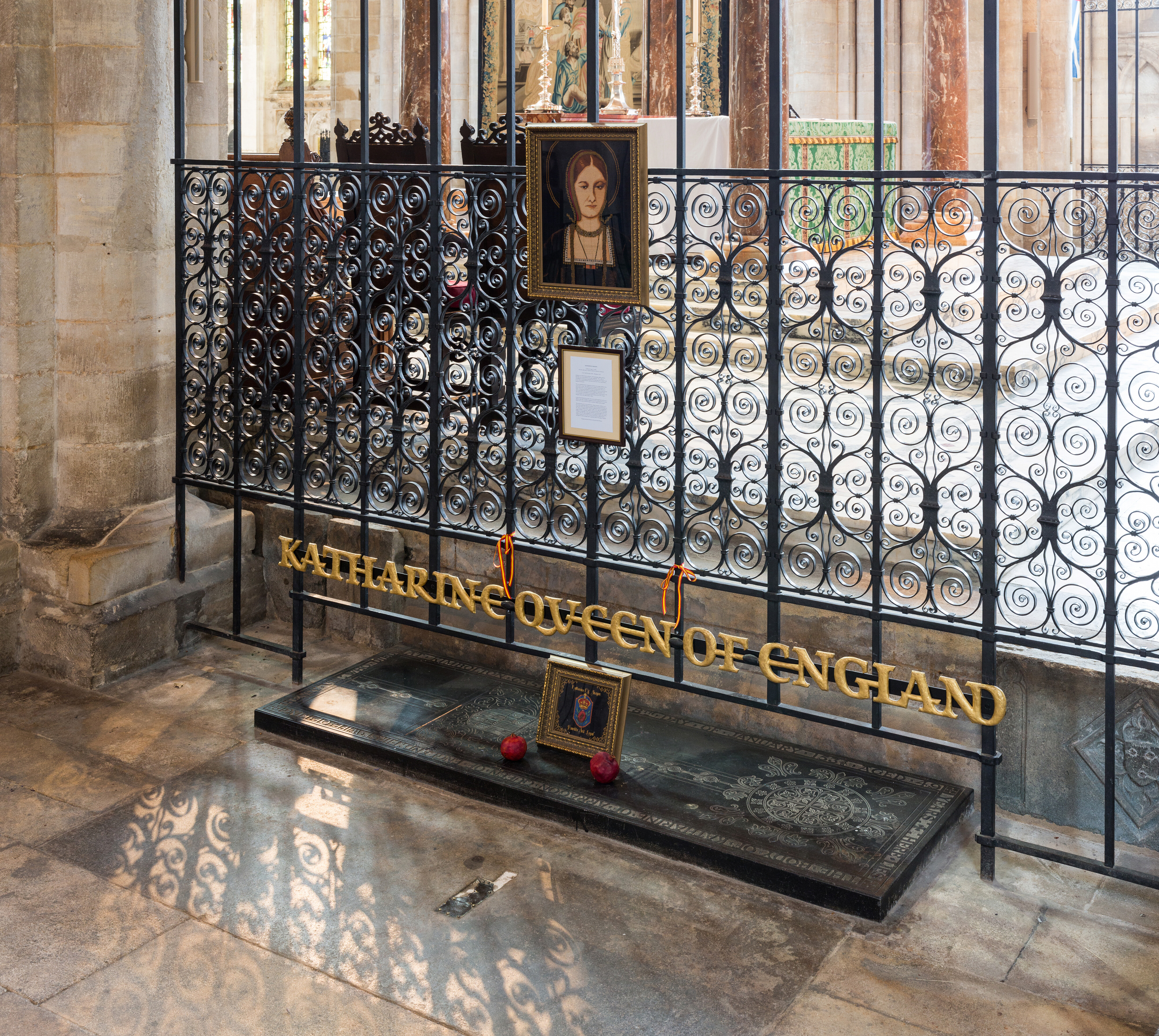
Tumba de Catalina de Aragón en el interior de la catedral, con la leyenda "Catalina Reina de Inglaterra".

La catedral fue vandalizada durante la Revolución inglesa en 1643 por las tropas parlamentarias. Como solía suceder en esta época, la mayor parte de las vidrieras y los asientos del coro fueron destruidos, y el altar mayor y los retablos demolidos, al igual que el claustro y la capilla de la Virgen María. Todos los monumentos y memoriales de la catedral fueron también dañados o destruidos.
Parte de estos daños fueron reparados durante los siglos XVII y XVIII. En 1883 comenzó una restauración profunda de la catedral, que incluyó la reconstrucción completa de los pilares interiores, el coro y la fachada oeste, bajo la supervisión de John Loughborough Pearson; la instalación de nuevos sillares y un nuevo púlpito en el coro, de una nueva cátedra o asiento para el obispo, así como el añadido de un nuevo pavimento y la reposición del altar mayor. Uno de los niveles de almenas de la torre central fue eliminado, reduciendo así ligeramente su altura.
En la tarde del 22 de noviembre de 2001, se inició en la catedral un incendio intencionado en el pasillo norte del coro. Afortunadamente, el fuego fue rápidamente localizado por uno de los encargados del mantenimiento de la catedral, permitiendo así una rápida intervención de los servicios de emergencia. El incendio se produjo precisamente cuando se estaba completando una nueva restauración del techo pintado de la catedral. El incendio consumió unas sillas de plástico que estaban almacenadas en la iglesia en ese momento, y el humo aceitoso que éstas produjeron fue especialmente dañino para el edificio, cubriendo su interior con una capa pegajosa y negruzca. Además, el foco del fuego se encontraba cerca del órgano de la catedral, y su efecto, unido a la del agua necesaria para su extinción, lo dañaron gravemente, dejándolo inutilizado durante años.
En julio de 2006 se inició un nuevo programa de reparaciones en la fachada oeste de la catedral, con un coste total que excedió el medio millón de libras. Esta labor se concentra sobre todo en las estatuas situadas en los nichos de la fachada, que se han visto afectadas por la polución y las inclemencias meteorológicas; en algunos casos estaban tan dañadas que solo se sostenían gracias a los hierros que las atraviesan verticalmente. Los progresos de la restauración pueden observarse en vivo gracias a una webcam.

## Galería de imágenes

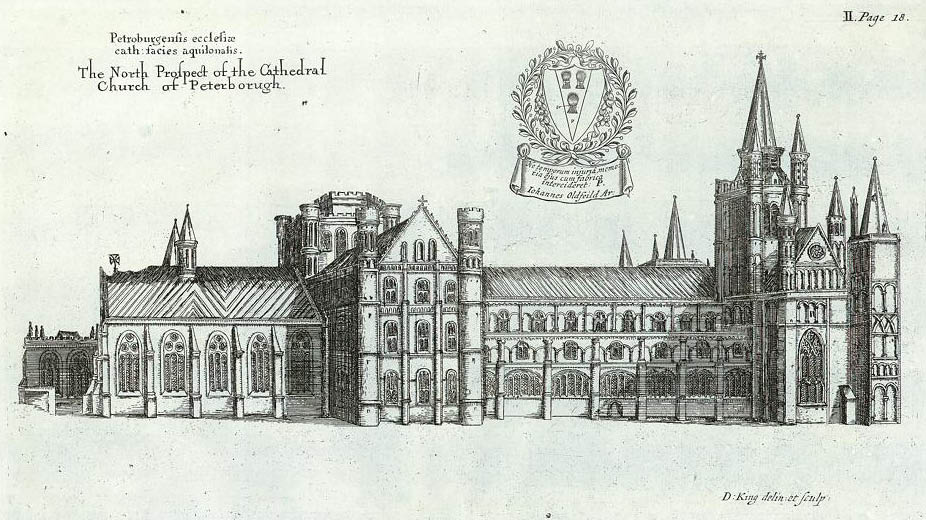
Vista del siglo XVII
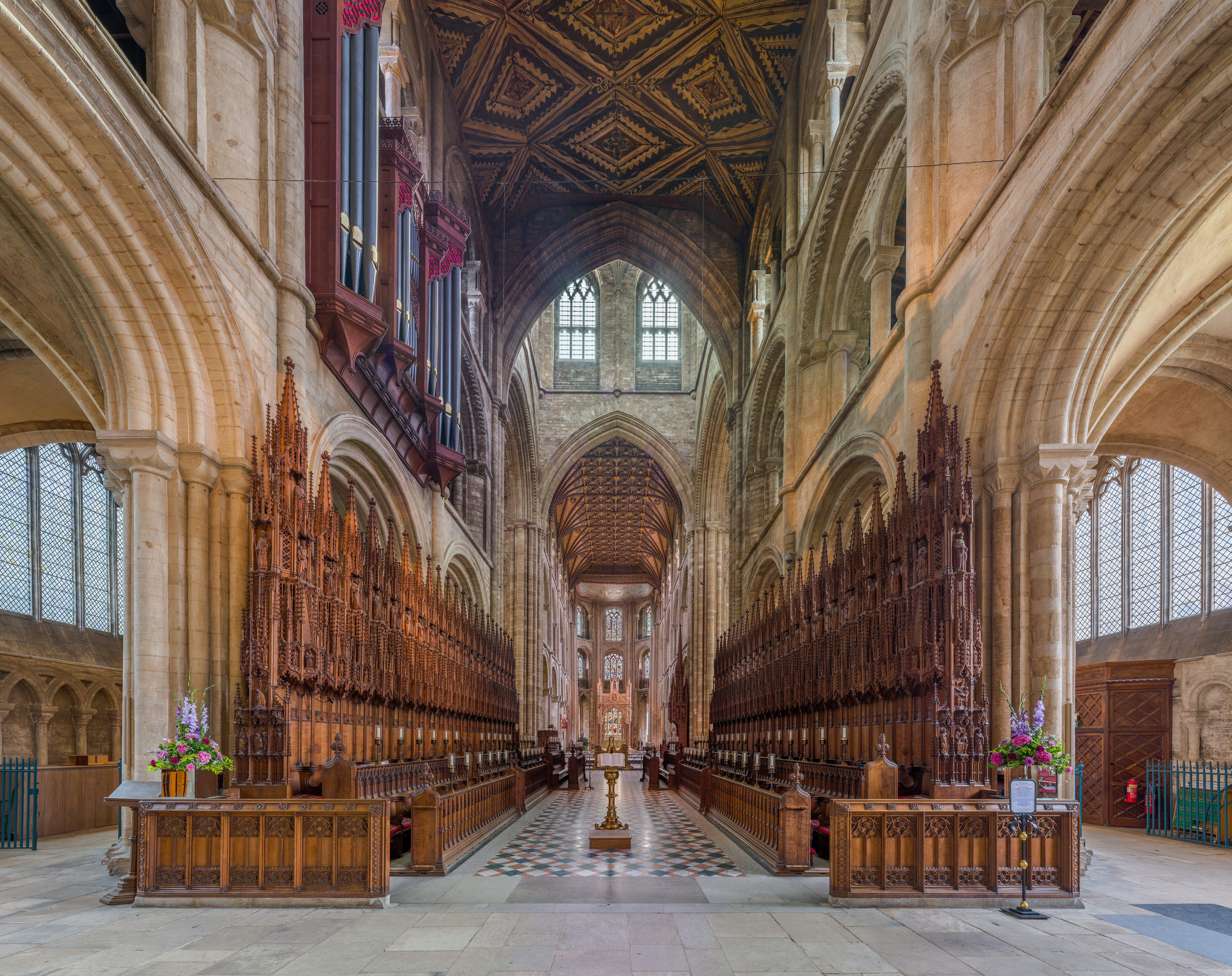
El coro
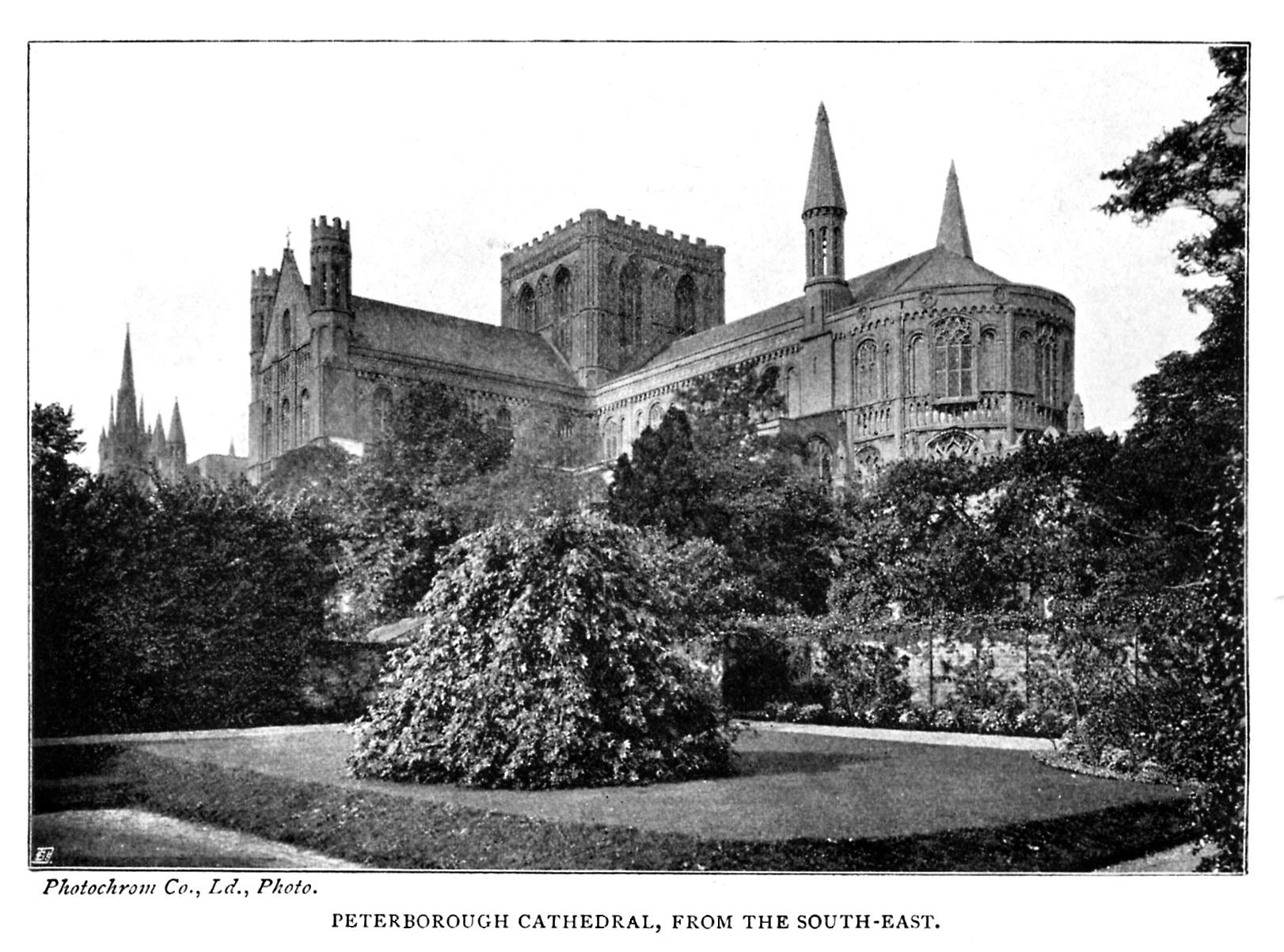
Vista desde el sureste hacia 1898, tras las reconstrucciones de los años 1880
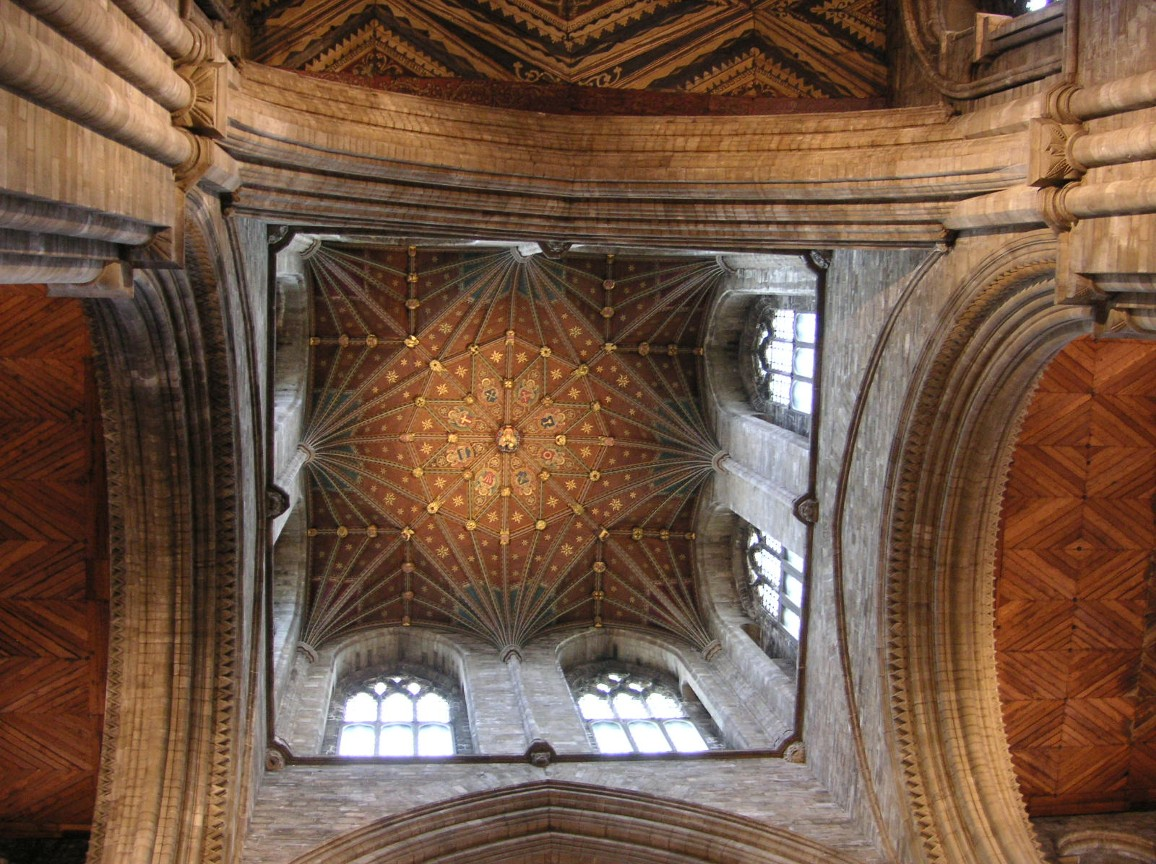
Linterna de la torre principal
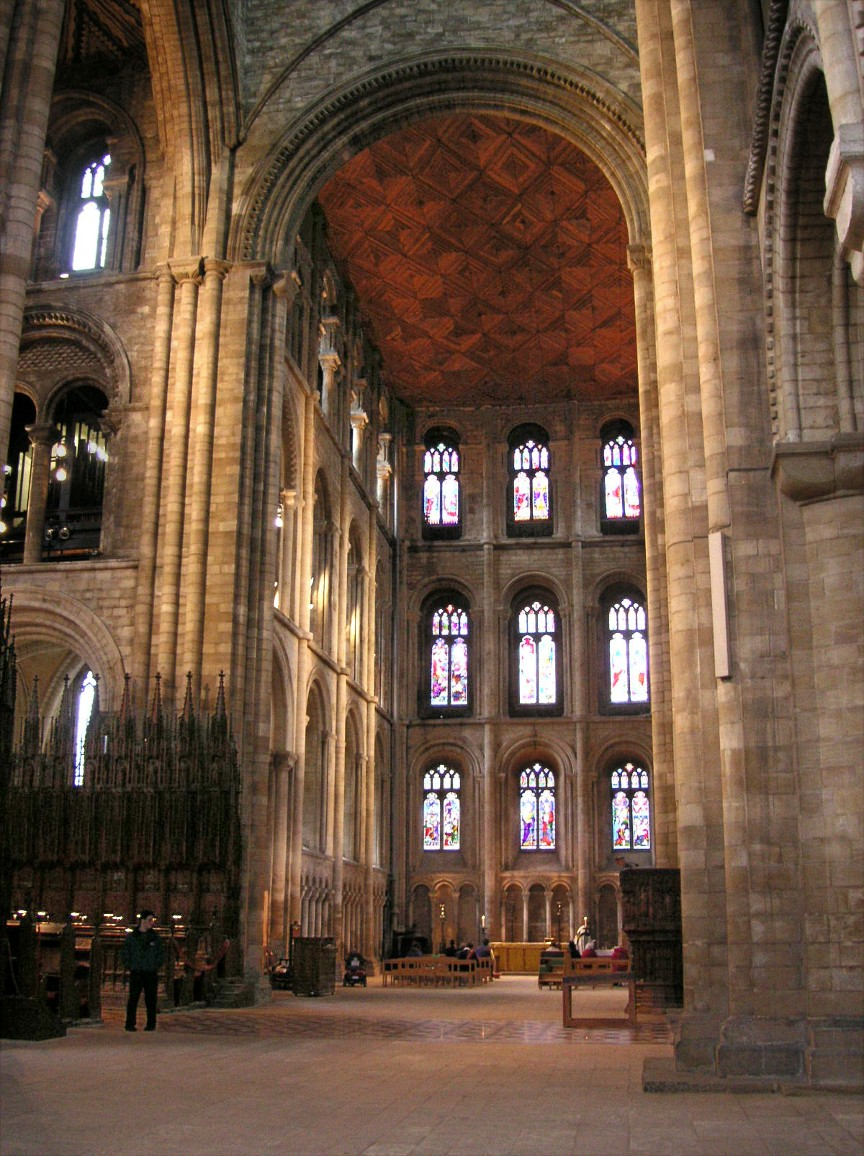
Transepto sur
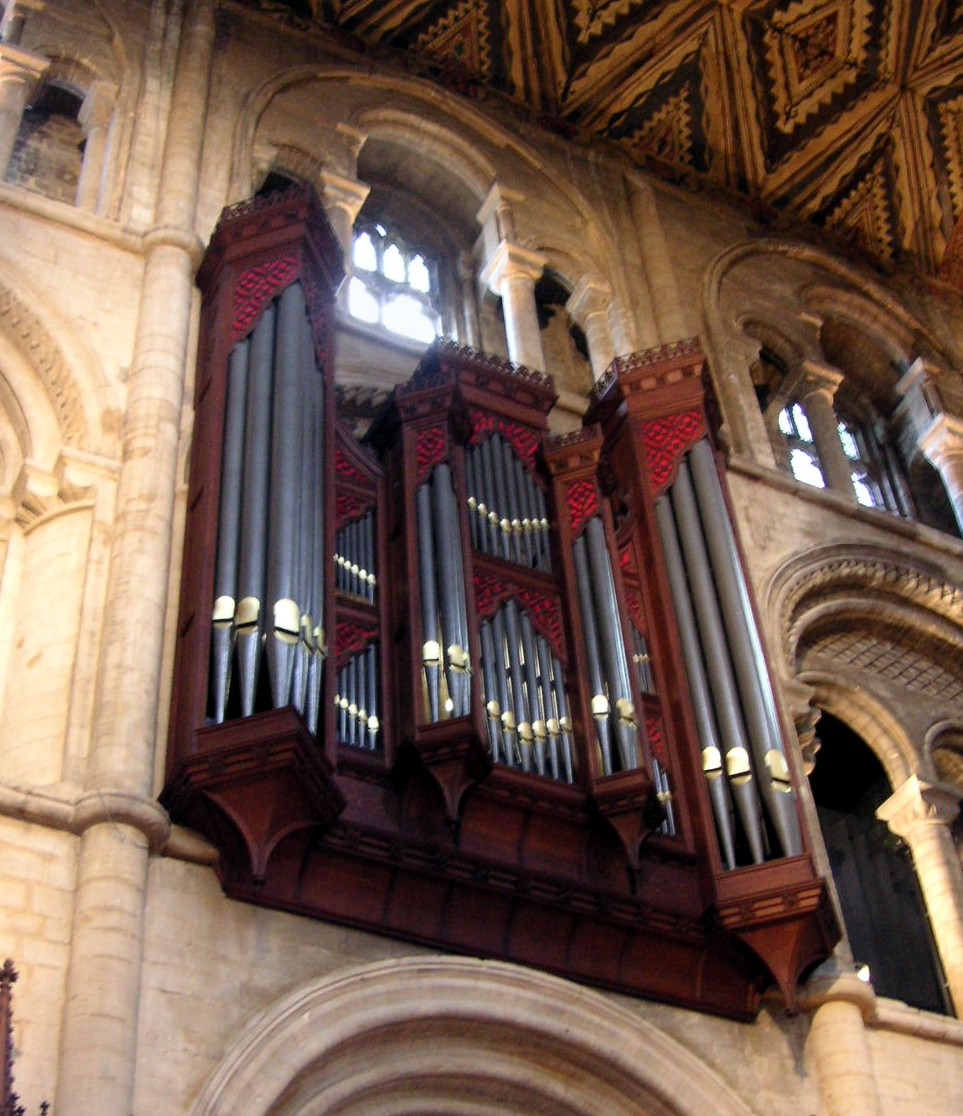
Órgano de la catedral
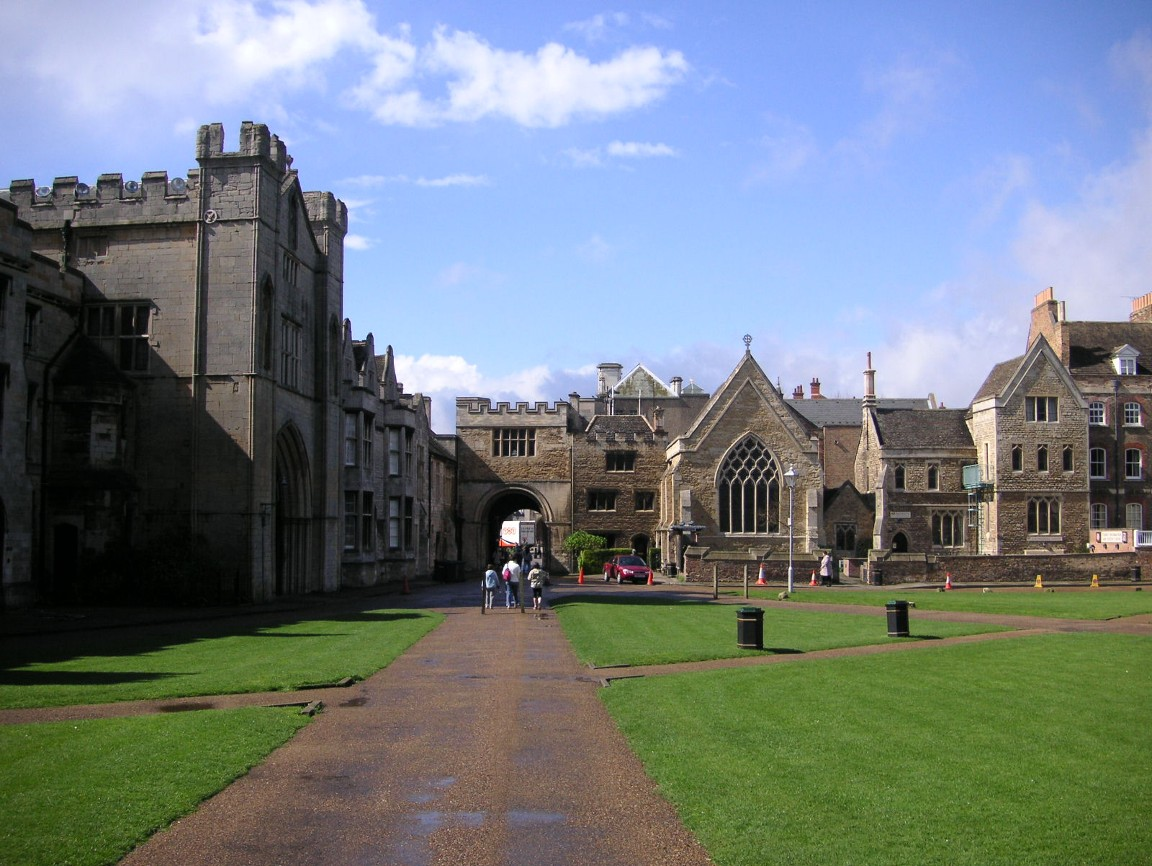
Jardines exteriores
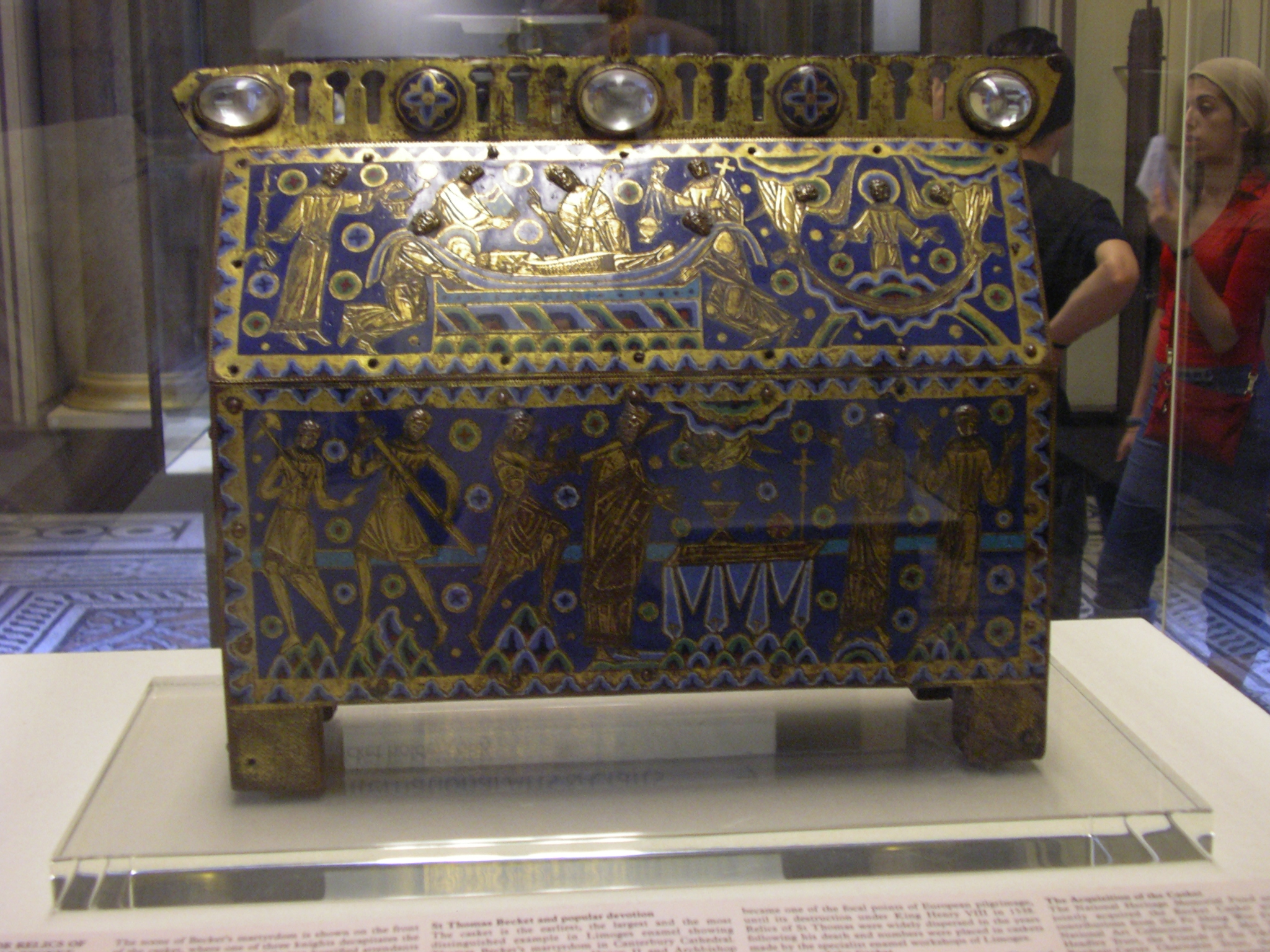
Féretro de esmalte francés construido hacia 1180 para transportar algunas reliquias de Thomas Becket a la abadía de Peterborough desde Canterbury, donde había sido asesinado diez años antes (El féretro se encuentra ahora en el Victoria and Albert Museum, Londres)